# Castelo de Penàguila
O Castelo de Penàguilla localiza-se no termo do município de Penàguila, na província de Alicante, na comunidade autónoma da Comunidade Valenciana, na Espanha.
Ergue-se sobre um monte escarpado na vertente Oeste da serra de Aitana.

## História
A primitiva ocupação militar de seu sítio remonta à época romana. Sobre os seus restos, no século VIII ergueu-se uma fortificação muçulmana, que, após a Reconquista cristã da região, foi objeto de reformas nos séculos XIV e XVI.

## Características
A actual fortificação apresenta planta irregular orgânica (adaptada ao terreno), e desenvolve-se em dois recintos, ocupando vasta superfície.
Na parte mais elevada do recinto principal, ergue-se uma torre de planta quadrada. Nela existem os restos de uma sala abobadada e de uma cisterna de planta rectangular.
No segundo recinto, em cota inferior, apenas subsistem os restos de muralhas e das bases de torreões de planta quadrada. Os muros que se conservam foram erguidos em taipa sobre fundações de alvenaria.